# Xã Geneseo, Quận Henry, Illinois
Xã Geneseo (tiếng Anh: Geneseo Township) là một xã thuộc quận Henry, tiểu bang Illinois, Hoa Kỳ. Năm 2010, dân số của xã này là 7.468 người.